# Läkarebotjärnen
Läkarebotjärnen är en sjö i Alingsås kommun i Västergötland och ingår i Göta älvs huvudavrinningsområde. Sjön har en area på 0,106 kvadratkilometer och ligger 127,9 meter över havet.

## Delavrinningsområde
Läkarebotjärnen ingår i det delavrinningsområde (641146-130429) som SMHI kallar för Inloppet i Ömmern. Medelhöjden är 175 meter över havet och ytan är 10,27 kvadratkilometer. Räknas de 5 avrinningsområdena uppströms in blir den ackumulerade arean 47,1 kvadratkilometer. Laxån som avvattnar avrinningsområdet har biflödesordning 3, vilket innebär att vattnet flödar genom totalt 3 vattendrag innan det når havet efter 50 kilometer. Avrinningsområdet består mestadels av skog (91 %). Avrinningsområdet har 0,1 kvadratkilometer vattenytor vilket ger det en sjöprocent på 1 %.